# Vârși, Alba
Vârși este o localitate componentă a orașului Câmpeni din județul Alba, Transilvania, România.

 Acest articol despre o localitate din județul Alba este deocamdată un ciot. Puteți ajuta Wikipedia prin completarea lui.